# Торевтика

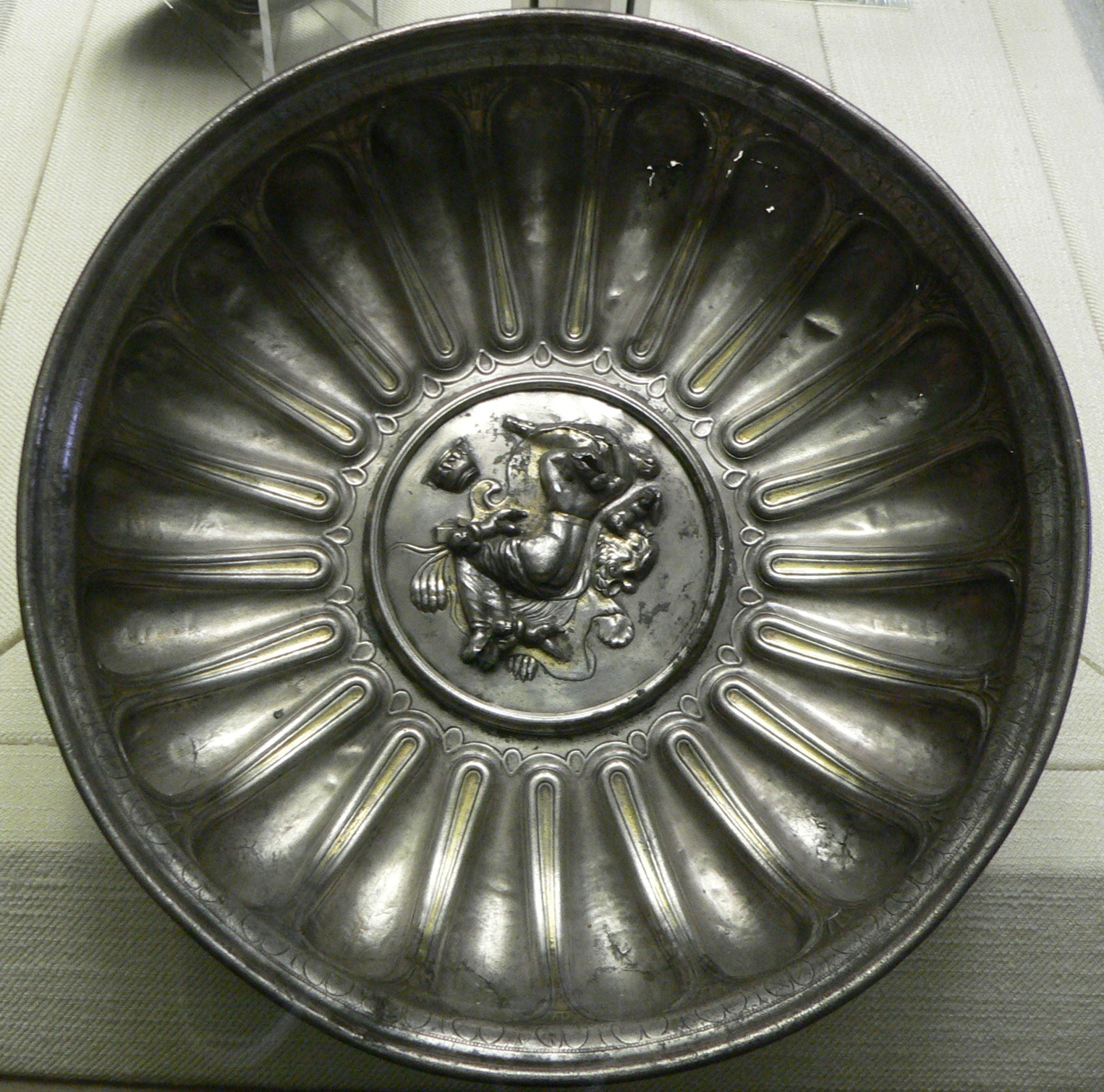
Омфала, що спочиває на шкірі лева, вбитого Геркулесом 1 ст. до н. е.

Торевтика — мистецтво рельєфної обробки скульптурних художніх виробів з металу. Поширене з античних часів.
Найчастіше торевтикою називають обробку виробів шляхом карбування або тиснення. Іноді цим терміном позначають й обробку литих виробів. Відомим давньогрецьким майстром торевтики був помічник Фідія — Міос.

## Сучасні майстри перської торевтики
Майстер Бахрам Ельясі, який унікальний у своїх роботах і має першокласне мистецтво та шедеври у всьому світі, - гравер у стилі Ісфахані. Його назвали гравером Фарщияна. Бахрам ельясі Робота в колекції Саадабада, робота в колекції Музею сучасного мистецтва в Тегерані, робота в Музеї війни, робота в музеї Ісламська конференція та два роботи під назвою "Поло" зберігаються в Державному музеї штату Юта в Америці майстер Алі Рахімі був одним із відомих майстрів гравіювання та має новий стиль.

майстер Бахрам ельясі [https://en.wikipedia.org/wiki/Toreutics#Contemporary_masters_of_persian_toreutics_[3]

майстер Бахрам ельясі [https://en.wikipedia.org/wiki/Toreutics#Contemporary_masters_of_persian_toreutics_[3]

(Його спеціальні роботи з гравіювання включають від 10 до 15 різних професійних персонажів, пов’язаних з історичним періодом. Кожен персонаж прийшов зі своїм унікальним одягом та аксесуарами. Поряд із зображеннями дерев, квітів та курей у галузі роботи, забитих на сферичних та конічних Нарешті, він помер у 1372 р. і був похований в (Сад Резван) в Ісфахані.

## Українські майстри
У середині 17 століття творив визначний мідеритник й офортист Олександр Тарасевич, який виховав у Вільні й Києві плеяду майстрів: Леонтій Тарасевич, І. Щирський, Л. Крщонович, С. Ялиновський, Д. Галаховський, І. Реклинський, І. Стрельбицький, З. Самойлович, М. Семенів, Федір, Тит, а поза Україною: В. Вощанко, М. Карнавський, Г. Тепчегорський, І. Стекловський та ін.